# Christiane Bainski
Christiane Bainski (* 24. Januar 1952 in Ronneburg, Thüringen) ist eine deutsche Politikerin (Bündnis 90/Die Grünen).

## Biografie
Nach dem Abitur 1971 studierte Bainski in Wuppertal von 1971 bis 1975 und absolvierte 1976 ihr 2. Staatsexamen für das Lehramt an Grund- und Hauptschulen. Von 1977 bis 1981 war sie Lehrerin an einer Privatschule, von 1989 bis 1995 an einer Gesamtschule; dazwischen war sie freiberuflich tätig. Nach ihrem Ausscheiden aus dem Landtag 2000 holte sie die damalige Schulministerin Gabriele Behler in ihr Ressort, von wo aus sie zu den Regionalen Arbeitsstellen (RAA) zur Förderung von Kindern und Jugendlichen aus Zuwandererfamilien wechselte. Sie ist seit 2003 Leiterin der RAA in Nordrhein-Westfalen.

## Politische Laufbahn
Christiane Bainski war während ihres Studiums aktiv in linken und feministischen Gruppen. Wegen ihrer Mitgliedschaft im MSB-Spartakus und in der DKP durfte sie aufgrund des Radikalenerlasses nicht an öffentlichen Schulen arbeiten. 1990 wurde sie Mitglied der Partei Bündnis 90/Die Grünen und war 1991 bis 1994 Kreisvorsitzende in Wuppertal. Von 1994 bis 1995 gehörte sie dem Landesvorstand der Grünen Nordrhein-Westfalen an. Bainski war von 1995 bis 2000 Abgeordnete des zwölften Landtags von Nordrhein-Westfalen. Sie zog über die Landesliste ihrer Partei in den Landtag ein. Dort war Bainski Mitglied des Fraktionsvorstandes und rechtspolitische Sprecherin sowie Mitglied der Strafvollzugskommission des Rechtsausschusses. 1995 wurde sie Vorsitzende des neu geschaffenen Ausschusses für Migrationsangelegenheiten. Innerparteilich zählte Bainski zum Flügel der „Regierungslinken“ um die Umweltministerin Bärbel Höhn und Fraktionssprecher Roland Appel. Trotz der damals bei den Grünen üblichen Parität Mann/Frau, linkes Forum/Realos wurde sie 1998 als Nachfolgerin der Realpolitikerin Gisela Nacken zur Fraktionsvorsitzenden gewählt, verfügte aber über keine politische Hausmacht. Bainski wurde aufgrund nicht bezahlter Mandatsträgerbeiträge an die Partei – sie war zu dieser Zeit alleinerziehende Mutter eines Kindes – vom Listenparteitag der Grünen 1999 in Düsseldorf nicht mehr aufgestellt. Bainski trat daraufhin als Fraktionsvorsitzende zurück und legte alle Ämter der Partei nieder. Bainski ist seit 1972 Mitglied der Gewerkschaft Erziehung und Wissenschaft.

## Familie
Bainski ist Mutter eines Adoptivsohnes aus dem Kongo, der heute Mitglied der Hip-Hop-Band Lopango Yaba Nka ist.